# Луї Расін
Луї́ Расі́н (фр. Louis Racine; 6 листопада 1692, Париж — 29 січня 1763, Париж) — французький поет та есеїст.

## Життєпис
Луї Расін народився 6 листопада 1692 року в сім'ї відомого драматурга Жана Батиста Расіна і Катерини де Романе. У батьків він був другим сином і взагалі наймолодшим серед семи дітей. Ще у ранньому віці, коли Луї було тільки шість років, він втратив батька. Згодом навчався у колежі Бове під керівництвом Шарля Роллена. Щоб догодити матері, вирішив обрати адвокатський фах, однак почавши вивчати юриспруденцію, усвідомив хибність свого вибору. Після цього три роки вивчав теологію.
Замолоду перебував під патронатом д'Агессо, за сприяння якого вступив 1719 року до Академії надписів та красного письменства. Втім, цим успіхом він завдячував не тільки другові, але й власній освіченості, адже крім грецької мови і латини знав також італійську й іврит. Запідозрений у янсенізмі, став ворогом кардинала Флері — міністра короля Людовика XV. Кардинал перешкодив Луї Расіну вступити до Французької академії, натомість запропонував йому стати королівським податковим інспектором. У 1722 році Луї Расіна призначили генеральним податківцем Марселя, пізніше він обіймав схожі посади в Салені, Мулені й Ліоні. В 1728 році одружився із дочкою радника ліонського суду Марі Пресле де л'Еклюз, від якої мав сина.
1746 року подав у відставку та повернувся до Парижа. З цього часу Луї Расін цілком присвятив себе поезії, якою займався ще з 1720 року. В 1755 році в житті поета сталося велике нещастя — єдиний син з невісткою вирушили у весільну подорож і загинули в Кадісі від повені, викликаної лісабонським землетрусом. Втрата настільки пригнітила Луї Расіна, що з цього часу він перестав писати вірші (до смерті встиг лише перекласти поему Джона Мілтона «Втрачений рай») і присвятив життя духовним справам. Помер 29 січня 1763 року.

## Творчість
Перші поезії Луї Расін опублікував у 1720 році. Його вірш «Грація» отримав схвальні відгуки, але водночас дав підставу запідозрити автора в янсенізмі, що вплинуло на його подальшу кар'єру. В наступні роки він поєднував офіційну службу податківцем із захопленням поезією і цей період його життя був вельми плідним. Основною темою його од і поем була давньогрецька міфологія, дидактичні міркування про мораль. В 1742 році Луї Расін опублікував поему «Релігія», в якій спробував зняти з себе звинувачення в янсенізмі. Цей твір вважають найбільш значущим у його поетичній спадщині.
Однак перу цього автора належать і декілька прозових творів. Одне з його популярних есе описує долю Марі Анжелік ле Блан — найвідомішої у Франції здичавілої дівчини. Ще два твори — «Спогади з життя Жана Б.» та «Нотатки до трагедій Жана Р.» — мемуари, в яких він згадує свого батька Жана Расіна. В останній період життя Луї Расін займався лише перекладами. Крім вищезгаданої поеми Мільтона йому належить також віршований переклад псалмів. Повне зібрання творів Луї Расіна у шести томах вийшло вже після його смерті, у 1808 році.
Слід зазначити, що протягом усього життя Луї Расін перебував у тіні слави свого більш відомого батька, що не дозволяло сучасникам об'єктивно оцінити його літературний доробок. Нерідко його вірші оцінювали як посередні, вбачаючи в них більше релігійного підтексту ніж поетичної довершеності. Однак високу оцінку отримали його витонченні оди й послання. Разом з тим Луї Расін був для французів моральним взірцем. У добу правління розпусного Людовика XV він був втіленням громадянських і релігійних чеснот. Про нього схвально відгукувався Вольтер. Сучасники описували Луї Расіна як інтелектуала й поліглота (вільно володів сімома мовами), благочесну і дуже скромну людину.

## Твори
- поема «Грація» — La Grâce, 1720;
- «Послання М. де Валінкуру» — Épître à M. de Valincourt, 1722;
- «Послання графу де Клермону» — Épître au comte de Clermont, 1723;
- Première épître à la duchesse de Noailles, 1723;
- «Одна самотності» — Ode sur la solitude, 1723;
- Comparaison de l'Iphigénie d'Euripide avec l'Iphigénie de Racine, 1727;
- Épître à Mme la duchesse de Noailles sur l'âme des bêtes, 1728;
- Réflexions sur l'Andromaque d'Euripide et l'Andromaque de Racine, 1732;
- «Ода гармонії» — Ode sur l'harmonie, 1736;
- «Ода миру» — Ode sur la paix, 1736;
- поема «Релігія» — La Religion, 1742;
- La ville de Paris au Roy, entrant à Paris à son retour de Metz, 1744;
- Réflexions sur la poésie, 1747;
- De la déclamation théâtrale des anciens, 1747;
- мемуари «Спогади з життя Жана Б.» — Memories sur la vie de Jean В., 1747;
- мемуари «Нотатки до трагедій Жана Р.» — Remarques sur les tragédies de Jean R., 1752;
- Le Paradis perdu… traduction nouvelle avec des notes, la vie de l'auteur, un discours sur son poème les remarques d'Addison, et, à l'occasion de ces remarques, un discours sur le poème épique, traduit en français, 1755;
- Psaumes traduits et mis en vers, 1762.